# Coding bootcamp
Los coding bootcamp son programas intensivos de desarrollo de software. Aparecieron por primera vez en 2011. Las características principales son la formación de alta intensidad con un temario práctico tipo “learning by doing”.   
La preparación que ofrece un bootcamp permite a los estudiantes aplicar de forma inmediata sus conocimientos en el mundo laboral. El objetivo es que el alumno obtenga conocimientos prácticos y que desarrolle proyectos propios que le ayuden a potenciar sus capacidades.

## Historia
Los primeros coding bootcamps comenzaron en 2011 en los Estados Unidos enfocándose en el desarrollo web, tendencia que todavía continúa.
En julio de 2017, había 95 coding bootcamps a tiempo completo en los Estados Unidos. La duración de los cursos suele oscilar entre 8 y 36 semanas, y la mayoría dura de 10 a 12 (con un promedio de 12,9) semanas.
En el año 2013, los bootcamps llegaron a España. Desde entonces, se han consolidado como una de las fórmulas con las que especializarse en competencias STEM (Ciencias, Tecnología, Ingeniería y Matemáticas). En España, la gran mayoría de bootcamps se han puesto en marcha en los últimos años.  De hecho, un 86% del total han sido creados en los últimos cinco años.
Barcelona y Madrid lideran el ranking de ciudades españolas con una oferta mayor de bootcamps, tanto en formato presencial como online. En total, las dos ciudades concentran el 74% de la actividad del mercado sobre este tipo de formación. Bilbao y Sevilla se sitúan en tercera y cuarta posición, respectivamente.

### Colaboración con la educación superior
Debido al aumento en la popularidad de los coding bootcamps, algunas universidades han comenzado sus propios programas intensivos de programación o se han asociado con los coding bootcamps existentes.

### Coding bootcamps en línea
Hay varias opciones en línea para coding bootcamps en línea. Por lo general, funcionan emparejando a los estudiantes con un mentor, generalmente son más baratos que los presenciales y se adaptan mejor a las necesidades específicas de los estudiantes.

### Bootcamps de ciencia de datos
La mayoría de los coding bootcamps son centrados en el desarrollo web, pero en los últimos años han surgido bootcamps de ciencia de datos.

### Bootcamps de hacking ético
En los últimos años se han incrementado los bootcamps sobre ciberseguridad, las empresas demandan expertos que puedan garantizar la seguridad en el entorno digital.

### Admisión
Los coding bootcamps sulen requerir habilidades mínimas o enseñarlas en un curso introductorio, el cual normalmente es gratuito en línea.

## Matrícula
Los coding bootcamps pueden ser a tiempo parcial o completo, pudiendo ser presencial o en línea. La forma de pago son variadas, las más comunes son las siguientes: pagado antes, durante o después del bootcamp y mediante un porcentaje del sueldo. El costo del mismo varia según el país, en promedio desde los 5.000 hasta los 20.000 dólares estadounidenses.
Un porcentaje del sueldo se refiere a un modelo de pago en el que los estudiantes pagan a la escuela entre un 10% a un 30% de su salario durante 1 a 3 años después de la graduación, en lugar de la matrícula inicial.

## Algunas características
Intensivos. Sea en formato online o presencial, los bootcamps requieren una dedicación elevada en horas y un nivel alto de compromiso por la carga tan fuerte de trabajo práctico que conllevan. 
Especialización. Es una formación de calidad, pero con una base profesional encaminada a una temática muy específica. Actualmente se centran en competencias digitales con una alta demanda laboral.
Enfoque práctico. Enfoque dirigido hacia la capacitación en las habilidades necesarias para desarrollar una serie de tareas concretas. 
Contacto con la realidad laboral. Están orientados a necesidades objetivas y reales de las empresas actuales.

## Controversia
Existe preocupación de la ayuda financiera federal pudiera atraer a organizaciones de menor reputación para crear coding bootcamps de baja calidad. A su vez, los problemas dentro de los modelos universitarios tradicionales podrían transferirse fácilmente a los coding bootcamps. Por otro lado, otros creen que mejorar la política en torno a la ayuda financiera ayudará a que asistan los futuros estudiantes de menores ingresos. Una queja muy generalizada es que los coding bootcamps son solo accesibles para los ricos por su alto coste de entrada.